# Apicia fasciata
Apicia fasciata là một loài bướm đêm trong họ Geometridae.